# 蕭鎡
蕭鎡（しょう じ、生年不詳 - 1464年）は、明代の官僚。字は孟勤。本貫は吉安府泰和県。

## 生涯
1427年（宣徳2年）、進士に及第した。1433年（宣徳8年）、宣徳帝が楊溥に命じて3科の進士から28人を選抜して翰林院庶吉士とすると、蕭鎡がその筆頭とされた。1435年（宣徳10年）、英宗が即位すると、蕭鎡は翰林院編修に任じられた。1438年（正統3年）、翰林院侍読に進んだ。1447年（正統12年）、李時勉に代わって国子監祭酒となった。1450年（景泰元年）、老病を理由に辞職を求め、いったん許可された。しかし国子監丞の鮑相が六館の学生を率いて蕭鎡の留任を求める上奏をおこなった。景泰帝はこれを認めて蕭鎡を祭酒に留任させた。9月、経筵官を兼ねた。1451年（景泰2年）12月、祭酒のまま翰林院学士を兼ね、侍郎の王一寧とともに文淵閣に入って宿直した。1452年（景泰3年）2月、翰林院学士を兼ねたまま、戸部右侍郎に進んだ。皇太子を朱見深から朱見済に交代させる議論が起こると、蕭鎡は皇太子の交代に反対したが、聞き入れられなかった。4月、太子少師の位を加えられた。1456年（景泰7年）5月、戸部尚書に進んだ。景泰帝が病床に臥すと、朝臣たちは朱見深を皇太子位に復位させようとした。李賢が私的にこのことを諮問すると、蕭鎡は復位に反対する意見を述べた。1457年（天順元年）1月、英宗が復位すると、蕭鎡は官籍を削られて民とされた。1464年（天順8年）、死去した。
著書に『文集』20巻・『詩』10巻があった。